# Radon (element)
Radon is een scheikundig element met symbool Rn en atoomnummer 86. Het is een kleurloos edelgas.

## Ontdekking
In 1900 ontdekte de Duitse fysicus Friedrich Ernst Dorn radon. Hij noemde het radiumemanatie of emanatie (symbool Em). Er zijn drie verschillende emanaties met een verschillende atoommassa. 
Door Harriet Brooks werd rond 1901 ontdekt dat bij radioactief verval van thorium, een zwaar radioactief gas vrijkwam. Deze thoriumemanatie bleek later radon-222 te zijn.
Het gaat hierbij steeds om het edelgas dat sinds 1932 officieel radon (Rn) heet. In 1908 werd radon voor het eerst geïsoleerd door William Ramsay en Robert Whytlaw-Gray, waarbij ze het niton noemden, afgeleid van het Latijnse nitens dat als schijning vertaald kan worden. Deze twee chemici bepaalden ook de dichtheid van het gas en concludeerden dat niton het zwaarste bekende edelgas was. Sinds ongeveer 1923 wordt het radon genoemd.
Thans worden al deze isotopen radon genoemd, wat oorspronkelijk alleen de naam was voor de isotoop 222.
| Naam             | Andere naam | Atoommassa | Ontdekking                                      | Ontstaat door |
| ---------------- | ----------- | ---------- | ----------------------------------------------- | --- |
| Radiumemanatie   | Radon       | 222        | Pierre Curie (1899) Friedrich Ernst Dorn (1900) | {\displaystyle {\ce {^{226}_{88}Ra ->[alfa] ^{222}_{86}Rn}}}                                                                                             |
| Thoriumemanatie  | Thoron      | 220        | Robert Owens Ernest Rutherford (1900)           | {\displaystyle {\ce {^{232}_{90}Th ->[alfa] ^{228}_{88}Ra ->[beta] ^{228}_{89}Ac ->[beta] ^{228}_{90}Th ->[alfa] ^{224}_{88}Ra ->[alfa] ^{220}_{86}Rn}}} |
| Actiniumemanatie | Actinon     | 219        | André-Louis Debierne (1903)                     | {\displaystyle {\ce {^{227}_{89}Ac ->[alfa] ^{223}_{87}Fr ->[beta] ^{223}_{88}Ra ->[alfa] ^{219}_{86}Rn}}}                                               |

## Toepassingen
Er zijn weinig industriële toepassingen van radon. Voor medische doeleinden wordt het soms gebruikt bij radioactief labelen, maar daar wordt steeds vaker voor alternatieven gekozen.
Bij het bestuderen van interacties tussen grondwater en oppervlaktewater kan radon een belangrijke rol spelen. Radon verdwijnt makkelijk in de lucht. Als er in oppervlaktewater significant verhoogde concentraties radon worden gemeten, kan dat betekenen dat er instroom van grondwater plaatsvindt.

## Medische toepassing
Radon komt (in zeer lage concentratie) voor in het bronwater in de kuuroorden Bad Kreuznach (Duitsland), Bad Gastein (Oostenrijk) en Jáchymov (Tsjechië). In die lage concentratie wordt aan radonhoudend water, mits gedoseerd gebruikt, een helende werking toegeschreven.
Ook het bronwater van Hot Springs National Park (Arkansas) is radonhoudend. Door de badhuizen rond deze bronnen werd het water aangeprezen als werkzaam tegen onder meer reuma, huidaandoeningen en "verschillende vrouwenziektes".

## Opmerkelijke eigenschappen
Radon is het zwaarste edelgas, afgezien van het zeer kortlevende oganesson. Bij standaardtemperatuur en -druk is het een kleurloos gas, maar afgekoeld tot onder het vriespunt neemt radon een fluorescerend gele kleur aan en bij nog lagere temperaturen verandert dat in oranjerood. Hoewel radon een edelgas is, is experimenteel aangetoond dat het verbindingen kan aangaan met fluor onder vorming van radonfluoride.

## Verschijning
Radon wordt in de aardkorst voortdurend geproduceerd tijdens het verval van de langlevende isotopen van thorium en uranium die daar van nature voorkomen. In eerste instantie hoopt het gas zich op in grondwater om uiteindelijk in de atmosfeer terecht te komen. Daardoor komt radon in lage concentraties in de lucht voor. Radon komt voor in drinkwater, grondwater kan een hoge concentratie radon bevatten. Als grondwater aan de oppervlakte komt, wordt het radon snel in de lucht losgelaten. Radon komt ook voor in aardgas. Wanneer aardgas bij de consument komt is het grootste gedeelte echter al vervallen.

## Isotopen
| Stabielste isotopen | Stabielste isotopen | Stabielste isotopen | Stabielste isotopen | Stabielste isotopen | Stabielste isotopen |
| Iso                 | RA (%)              | Halveringstijd      | VV                  | VE (MeV)            | VP                  |
| ------------------- | ------------------- | ------------------- | ------------------- | ------------------- | ------------------- |
| 210Rn               | instabiel           | 2,4 u               | α                   | 6,159               | 206Po               |
| 211Rn               | instabiel           | 14,6 u              | α                   | 2,892               | 207Po               |
| 222Rn               | instabiel           | 3,8235 d            | α                   | 5,590               | 218Po               |

Er zijn zo'n twintigtal radioactieve radonisotopen bekend, waaronder thoron, 220Rn. De stabielste daarvan is 222Rn met een halveringstijd van ongeveer 92 uur. Alle radonisotopen zijn alfastralers.

## Toxicologie en veiligheid

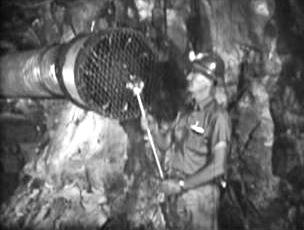
Een mijnwerker controleert de luchttoevoer, die beschermt tegen ophoping van radon in een uraniummijn.

Radon is een edelgas en gaat dus met vrijwel geen enkel ander materiaal een chemische verbinding aan. Echter, radon is radioactief; het valt uiteen in andere (radioactieve) stoffen. Die stoffen hechten zich aan rondzwevende stofdeeltjes, die weer worden ingeademd. Als deze stofdeeltjes zich op longweefsel vastzetten, kan dit weefsel door de afgegeven straling worden beschadigd. Op deze manier kan op den duur longkanker ontstaan. Volgens de Wereldgezondheidsorganisatie is radon in veel landen na tabak de belangrijkste veroorzaker van kanker.
Volgens de Gezondheidsraad leidt blootstelling aan radon binnenshuis in Nederland rond het jaar 2003 tot naar schatting 100 tot 1200 extra gevallen van longkanker. Als waarschijnlijkste schatting geeft de Gezondheidsraad 800 extra gevallen van longkanker. Hoe groot de kans op longkanker is, hangt af van de tijd die iemand aan radon wordt blootgesteld en de concentratie waaraan iemand is blootgesteld. De gemiddelde kans per jaar voor een Nederlander om te overlijden aan radon is 1 op 20.000. Daarmee ligt het gezondheidsrisico boven het zogeheten Maximaal Toelaatbaar Risico (MTR). Voor kankerverwekkende stoffen betekent deze MTR dat blootstelling aan een bepaalde stof hooguit één extra sterfgeval per jaar per miljoen blootgestelde inwoners mag veroorzaken. Aan radon wordt iedereen blootgesteld. In het geval van radon is het risico dus 800 per 16 miljoen ofwel 50 sterfgevallen per miljoen mensen per jaar.
De Wereldgezondheidsorganisatie heeft in 2009 de hoeveelheid radon die nog als veilig voor de gezondheid wordt beschouwd fors naar beneden bijgesteld. De WHO stelt nu dat in gesloten ruimten niet meer dan 100 becquerel straling per kubieke meter mag voorkomen, eerder was die drempel gesteld op 1000 becquerel. De Wereldgezondheidsorganisatie wil dat mensen zich meer bewust worden van de gevaren van radon. Vooral in de winter is ventilatie belangrijk om te voorkomen dat radon zich ophoopt. Dat geldt vooral in kelders en ruimten die in direct contact staan met de aardbodem - hier zijn de concentraties radon het hoogst.
Uit onderzoek blijkt dat radon met name extra risico's oplevert in combinatie met roken. Niet roken kan dus ook bijdragen in vermindering van de risico's.

## Milieu
Radon is van nature aanwezig in de buitenlucht. In woningen (en vooral kruipruimtes) kan radon zich in de lucht ophopen, waardoor de concentratie hier hoger is dan buiten. Door goed te ventileren daalt de radonconcentratie.
Radon ontstaat rechtstreeks door radioactief verval uit radium, een radioactief metaal dat van nature in de aardkorst aanwezig is. Het zit in Nederland in klei- en zandgrond, gesteenten etc. en dus ook in bouwmateriaal dat hieruit gemaakt wordt. Ook komt er radon in de lucht vrij bij het verbranden van kolen in een kolencentrale.
In tegenstelling tot een groot aantal regio's in het buitenland is in Nederland de bijdrage van de bodem aan de radonconcentratie in de woning beperkt (voor nieuwbouwwoningen gemiddeld 15 procent). Bouwmaterialen vormen in Nederland de belangrijkste bron van straling in de woning (70 procent). De overige 15 procent komt uit de buitenlucht. Het is bekend dat graniet radon afgeeft.
In Nederland worden concentraties aangetroffen die variëren tussen 5 en 400 becquerel per kubieke meter lucht. De radonconcentratie in huis hangt af van zeer veel factoren zoals bodemsoort, bouwmaterialen, bewonersgedrag, aard van de woning en wijze van ventileren. In de helft van de woningen is de radonconcentratie lager dan 12,2 Bq/m3, en in 95 procent lager dan 37,9 Bq/m3. In 0,4 procent van de huizen zijn waarden gevonden tussen 100 en 200 Bq/m3. Gemiddeld is de radonconcentratie in woningen in Nederland 15,6 Bq/m3. In Europees verband geldt de aanbeveling om bij nieuwbouw radonconcentraties hoger dan 200 Bq/m3 te voorkomen. Verder wordt aanbevolen om in bestaande woningen concentraties van meer dan 400 Bq/m3 te saneren.
De gemiddelde radonconcentratie in nieuwbouwwoningen is in twintig jaar, sinds de jaren zeventig, met 50 procent toegenomen. De toename van de radonconcentratie binnenshuis wordt veroorzaakt doordat meer radon vrijkomt uit de huidige bouwmaterialen en doordat nieuwbouwwoningen steeds beter worden geïsoleerd. Hierdoor wordt de lucht in woningen minder vaak ververst.